# Communauté de communes de Bény-Bocage
La communauté de communes de Bény-Bocage est une ancienne communauté de communes française, située dans le département du Calvados.

## Historique
La communauté de communes est créée le 21 décembre 2000.
Elle est remplacée le 1er janvier 2016 par la commune nouvelle de Souleuvre-en-Bocage dont la création a été entérinée par un arrêté préfectoral du 1er décembre 2015. Les communes qui composaient la communauté de communes deviennent les communes déléguées de la commune nouvelle.
Le 1er janvier 2017, la commune nouvelle se joint à la communauté de communes du Pays de Condé et de la Druance, Valdallière, Vire Normandie et  la communauté de communes Intercom séverine pour donner naissance à la communauté de communes Intercom de la Vire au Noireau.

## Composition
Elle était composée des vingt communes de l'ancien canton du Bény-Bocage :
| Nom                      | Code Insee | Gentilé             | Superficie (km2) | Population (dernière pop. légale) | Densité (hab./km2) |
| ------------------------ | ---------- | ------------------- | ---------------- | --------------------------------- | ------------------ |
| Le Bény-Bocage (siège)   | 14061      | Bény-Bocains        | 8,91             | 986 (2022)                        | 111                |
| Beaulieu                 | 14052      | Belliloquois        | 3,15             | 190 (2022)                        | 60                 |
| Bures-les-Monts          | 14115      | Burinois            | 5,21             | 137 (2022)                        | 26                 |
| Campeaux                 | 14129      | Campeausiens        | 8,43             | 633 (2022)                        | 75                 |
| Carville                 | 14139      | Carvillais          | 10,43            | 331 (2022)                        | 32                 |
| Étouvy                   | 14255      | Étouviens           | 2,29             | 255 (2022)                        | 111                |
| La Ferrière-Harang       | 14264      | Ferrièrois          | 11,43            | 314 (2022)                        | 27                 |
| La Graverie              | 14317      | Graverois           | 11,89            | 1 179 (2022)                      | 99                 |
| Malloué                  | 14395      | Mallouins           | 1,27             | 22 (2022)                         | 17                 |
| Montamy                  | 14440      | Montamiciens        | 3,67             | 90 (2022)                         | 25                 |
| Mont-Bertrand            | 14441      | Mont-Bertonais      | 6,33             | 224 (2022)                        | 35                 |
| Montchauvet              | 14443      | Montécalvétiens     | 18,21            | 370 (2022)                        | 20                 |
| Le Reculey               | 14532      |                     | 4,73             | 288 (2022)                        | 61                 |
| Saint-Denis-Maisoncelles | 14573      | Saint-Dionisiens    | 2,36             | 125 (2022)                        | 53                 |
| Sainte-Marie-Laumont     | 14618      | Laumontais          | 15,61            | 664 (2022)                        | 43                 |
| Saint-Martin-des-Besaces | 14629      | Besaçais            | 22,03            | 1 193 (2022)                      | 54                 |
| Saint-Martin-Don         | 14632      | Saint-Martindonnais | 7,60             | 223 (2022)                        | 29                 |
| Saint-Ouen-des-Besaces   | 14636      | Audonniens          | 8,48             | 432 (2022)                        | 51                 |
| Saint-Pierre-Tarentaine  | 14655      | Saint-Pierrais      | 12,23            | 355 (2022)                        | 29                 |
| Le Tourneur              | 14704      | Tournerais          | 23,02            | 632 (2022)                        | 27                 |

## Compétences
- Aménagement de l'espace
  - Schéma de cohérence territoriale (SCOT) (à titre obligatoire)
  - Schéma de secteur (à titre obligatoire)
- Développement et aménagement économique
  - Action de développement économique (Soutien des activités industrielles, commerciales ou de l'emploi, soutien des activités agricoles et forestières...) (à titre obligatoire)
  - Création, aménagement, entretien et gestion de zone d'activités industrielle, commerciale, tertiaire, artisanale ou touristique (à titre obligatoire)
  - Tourisme (à titre obligatoire)
- Développement et aménagement social et culturel
  - Activités culturelles ou socioculturelles (à titre facultatif)
  - Activités sportives (à titre facultatif)
  - Transport scolaire (à titre facultatif)
- Énergie - Hydraulique (à titre facultatif)
- Environnement
  - Assainissement non collectif (à titre facultatif)
  - Collecte et traitement des déchets des ménages et déchets assimilés (à titre optionnel)
- Logement et habitat
  - Opération programmée d'amélioration de l'habitat (OPAH) (à titre optionnel)
  - Programme local de l'habitat (à titre optionnel)
- Voirie - Création, aménagement, entretien de la voirie (à titre optionnel)

## Politique et administration
| Période      | Période       | Identité          | Étiquette | Qualité                                          |
| ------------ | ------------- | ----------------- | --------- | ------------------------------------------------ |
| janvier 2001 | décembre 2015 | Alain Declomesnil | DVD       | Maire du Reculey, conseiller général (1998-2015) |